# Route de Cilaos
Pour les articles homonymes, voir Route nationale 5.
La route de Cilaos, ou route nationale 5 de La Réunion, est un axe routier de l'île de La Réunion, un département d'outre-mer français dans l'océan Indien. Longue de 35 kilomètres, cette route de montagne relie Saint-Louis au niveau de la Palissade à Cilaos, une commune des Hauts installée dans un cirque naturel.

## Historique
La route nationale 5 reliant Saint-Pierre au cirque de Cilaos est surnommée la « route aux 400 virages ». Elle a remplacé un chemin piéton. Sa construction a commencé en 1927 sous la direction de l'ingénieur Mallet. Sa réalisation est entreprise à partir de ses deux extrémités. De Saint-Louis, la route suit le bras de Cilaos. De Cilaos, la route doit franchir le Gros Morne de Gueule Rouge par les tunnels de Peter Both et de Gueule Rouge, un tunnel à une altitude d'environ 1 037 mètres. Sa construction a été délicate à cause du percement dans une roche très friable qui, si elle a permis une avancée rapide des 35 km de route, rend le parcours sensible aux conditions climatiques dans les parties les plus spectaculaires. Le franchissement du Gros Morne de Gueule Rouge est fait par un tunnel où il faut laisser passer un véhicule déjà engagé. 
En 1930, quand les deux tronçons sont près de se rejoindre, les ingénieurs constatent qu'ils ne sont pas en vis-à-vis. Pour assurer la liaison entre les deux tronçons, l'ingénieur Telmard propose de réaliser une boucle compensant la différence de niveaux faisant croiser les deux tronçons par un petit pont, le pont de la Boucle. La route est terminée en 1931 et inaugurée en 1932.
Cette route a permis de rompre l'isolement du cirque de Cilaos, et développer l'économie et le tourisme thermal.

## Galerie de photos
| - La route nationale 5 longe le bras de Cilaos. - La route montant le long d'une paroi scoriacée. - La route descendant vers Le Pavillon. - Pont de la boucle. - La montée depuis le Palmiste Rouge jusqu'au tunnel : vue vers le Palmiste Rouge. |